# Chitimukulu (Chililabombwe)
Chitimukulu è un ward dello Zambia, parte della Provincia di Copperbelt e del Distretto di Chililabombwe.